# 2024 en Afrique
Cette page concerne l'année 2024 du calendrier grégorien en Afrique, sauf dans les pays ayant leur propre article : Afrique du Sud, Algérie, Bénin, Botswana, Burkina Faso, Burundi, Cameroun, Côte d'Ivoire, Égypte, Ghana, Guinée, Mali, Niger, Sénégal, Tunisie.

## Événements

### Janvier
- 5 au 6 janvier : au Niger, des frappes de drone de l'armée tuent 50 civils dans le village de Tiawa, à l'ouest de Niamey[1].
- 13 janvier au 11 février : Coupe d'Afrique des nations de football (CAN 2023) en Côte d'Ivoire.
- 14 janvier : aux Comores, la réélection du président Azali Assoumani est suivie de violentes émeutes populaires.
- 15 janvier : le cyclone Belal touche La Réunion puis l'île Maurice.
- 16 janvier : un soldat congolais est tué et deux autres sont arrêtés par l'armée rwandaise lors d'une fusillade transfrontalière dans le district de Rubavu, au Rwanda[2].
- 17 au 27 janvier : 26e édition du championnat d'Afrique des nations masculin de handball en Égypte.
- 19 janvier : 70 personnes sont tuées après l'effondrement d'une galerie sur un site d'orpaillage dans le sud-ouest du Mali[3] ; début de l'affaire Hervé Bopda au Cameroun.
- 22 janvier : au moins 18 personnes sont tuées lorsqu'un camion plonge dans un ravin à Kasangulu, au Kongo-Central, en République démocratique du Congo[4].
- 28 janvier : 
  - le Burkina Faso, le Mali et le Niger annoncent leur retrait de la CEDEAO[5].
  - 22 personnes sont tuées lors d'une fusillade massive dans le village de Motogatta dans la région de Tillabéri, au Niger[6].
- 29 janvier : les forces gouvernementales éthiopiennes exécutent 45 habitants d'une ville de l'État régional de l'Amhara dans le nord du pays, où elles affrontent des milices locales[7].

### Février
- 4 février : mort de Hage Geingob, président de la Namibie.
- 10 février : de violentes manifestations éclatent au Sénégal lorsque l'élection présidentielle est reportée par le président Macky Sall du 25 février au 15 décembre[8].
- 21 février : la Somalie et la Turquie signent un accord de coopération en matière de défense maritime et d’économie[9].
- 23 février : une frappe aérienne éthiopienne tue au moins 15 personnes et en blesse plus de 20 autres dans le nord de Shewa, en Éthiopie, la plupart des victimes fuyant les affrontements entre Fano et le gouvernement éthiopien[10].
- 25 février : au moins 15 personnes sont tuées dans une attaque contre une église catholique dans le village d'Essakane, dans la province d'Oudalan, au Burkina Faso[11]. Le même jour, 170 personnes sont « exécutées » lors « d'attaques meurtrières massives » perpétrées contre trois villages[12].
- 26 février : au Burundi, des militants de RED-Tabara lancent une attaque à Buringa, tuant neuf personnes et en blessant cinq autres. Le siège du parti local CNDD-FDD est également incendié[13].
- 27 et 28 février :
  - Au Tchad, une attaque des bureaux de l’Agence nationale de sécurité de l’État tchadien, les puissants services de renseignement intérieur, fait « plusieurs morts » à N’Djamena[14].
  - le principal opposant à la junte tchadienne et candidat à l'élection présidentielle de mai 2024, Yaya Diallo Djerou, est tué par l'armée au siège de son parti, le Parti socialiste sans frontières, le gouvernement l'accusant officiellement d'être derrière cet attentat et d'avoir commandité une tentative d'assassinat contre le président de la Cour suprême[15].

### Mars
- 1er mars :
  - l’attaque par un groupe armé sur un camp militaire de Kwala au Mali, région de Koulikoro, fait une trentaine de morts[16] ;
  - au moins quarante-sept personnes sont kidnappées dans le nord-est du Nigeria par des groupes armés[17].
- 6 mars : l'Alliance des États du Sahel, composée du Mali, du Burkina Faso et du Niger, annonce la création d'une force conjointe entre les trois pays pour lutter contre les groupes jihadistes dans les trois pays[18].
- 7 mars : des hommes armés kidnappent au moins 287 écoliers dans l'État de Kaduna, au Nigeria[19].
- 8 au 23 mars : 13e édition des Jeux africains au Ghana.
- 10 mars : à la suite d'une enquête en laboratoire, huit enfants et un adulte de Zanzibar (Tanzanie), sont morts du chélonitoxisme après avoir consommé  de la viande de tortue de mer, une espèce locale ; 78 autres personnes ont été hospitalisées[20].
- 15 mars :
  - la République démocratique du Congo rétablit les exécutions capitales[21] ;
  - trente-quatre migrants sont portés disparus et deux migrants sont retrouvés morts au large de la côte sud-est de la Tunisie, 34 autres migrants ont pu être secourus après leur naufrage[22] ;
  - en Somalie, une attaque contre un hôtel à Mogadiscio fait au moins trois morts[23].
- 17 mars : la junte militaire du Niger révoque un accord militaire avec les États-Unis qui autorisait le personnel du ministère américain de la Défense à pénétrer sur son territoire[24].
- 20 mars : 15 personnes, dont un commissaire, sont tuées dans une embuscade par des hommes armés, dans l'est du Soudan du Sud[25].
- 21 mars : 
  - au moins 42 personnes sont tuées dans des combats entre deux communautés dans l'est du Tchad[26] ;
  - au moins 23 soldats nigériens sont tués, 17 sont blessés et 34 autres sont portés disparus après une embuscade à Teguey, région de Tillabéri (Niger) par des hommes armés inconnus. La junte nigérienne affirme que 30 jihadistes ont également été tués[27].
- 22 mars :
  - les corps d'au moins 65 migrants sont découverts dans une fosse commune dans le sud-ouest de la Libye[28].
- 23 mars : en Somalie, les insurgés d'Al-Shabab prennent d'assaut la base militaire de Busley (en), dans la région du Bas-Shabelle, tuant sept soldats, dont le chef de la police militaire somalienne, Liban Gol'ad[29]. Dix shebab sont également tués dans l'affrontement[30].
- 24 mars : élection présidentielle au Sénégal, Bassirou Diomaye Faye est élu.
- 30 mars : dix-huit civils sont tués dans plusieurs villages de la commune de Diankabou, cercle de Koro, dans le centre du Mali, lors d'une opération militaire conjointe par l'armée malienne et le groupe Wagner[31].
- 31 mars :
  - 20 millions de personnes sont menacées de famine, par une grave sécheresse qui sévit en Afrique australe[32] ;
  - soixante-treize personnes sont tuées à Tawori, dans l'est du Burkina Faso, l'attaque est revendiquée par le Jnim[33].

### Avril
- 2 avril : Bassirou Diomaye Faye devient président de la république du Sénégal ; Ousmane Sonko est nommé Premier ministre.
- 5 avril : le Zimbabwe introduit une nouvelle monnaie nommée l'or du Zimbabwe.
- 7 avril : une attaque des Forces de soutien rapide tue au moins 28 civils dans la banlieue de Khartoum, au Soudan[34].
- 8 avril :
  - un ferry reliant Lunga (district de Mossuril) à l'île de Mozambique chavire au large de la province de Nampula, au Mozambique, tuant au moins 96 personnes et laissant 29 autres disparus[35] ;
  - plus de 100 civils dans le Kordofan méridional, au Soudan, sont tués après que les alliés des Forces de soutien rapide ont lancé des attaques dans des villages à travers l'État[36].
- 9 avril : au moins 38 migrants, sont morts dans le naufrage de leur embarcation au large de Djibouti en direction du Yémen[37].
- 11 avril : trente-huit prisonniers s'évadent d'une prison à Moroni, aux Comores[38].
- 14 avril : un glissement de terrain fait au moins 12 morts et plus de 50 disparus dans la province du Kwili en république démocratique du Congo[39].
- 16 avril : vingt-cinq civils sont tués par l'armée soudanaise et les paramilitaires à El Fasher, ville du Darfour Nord au Soudan[40].
- 18 avril :
  - le chef de des armées du Kenya et neuf autres hauts gradés meurent dans le crash d'un hélicoptère militaire dans une région reculée du Kenya[41] ;
  - au moins 10 personnes sont tuées et 23 blessées par l’explosion d’une mine dans le Nord-est du Nigeria[42].
- 19 avril : une soixantaine de personnes sont tuées dans le naufrage d'une baleinière sur la rivière M’poko, au sud-ouest de Bangui en Centrafrique[43].
- 23 avril : 21 migrants sont tués après le chavirage de leur bateau au large de Djibouti[44].
- 25 avril :
  - des inondations en Afrique de l'Est tuent plus de 38 personnes. après des semaines de fortes pluies[45] ;
  - des inondations et des glissements de terrain tuent au moins 155 personnes en Tanzanie[46].
- 28 avril : au Mali, le cadre de l'État islamique au Sahel Abou Houzeifa est tué par le Mouvement pour le salut de l'Azawad, appuyé par l'armée malienne[47],[48].
- 29 avril :
  - élections sénatoriales en république démocratique du Congo ;
  - élections législatives et élections régionales au Togo, l'UNIR remporte le plus de sièges ;
  - au moins 42 personnes sont tuées et des dizaines d'autres sont portées disparues après la rupture d'un barrage à Mai Mahiu au Kenya, au milieu de fortes pluies continues et d'inondations soudaines, dont le bilan total s'est élevé à plus de 120[49].

### Mai
- 3 mai : douze personnes sont tuées lors d'explosions provoquées par des bombes dans deux camps de personnes déplacées au Lac Vert et à Mugunga, au Nord-Kivu, en République démocratique du Congo[50].
- 6 mai : élection présidentielle au Tchad, Mahamat Idriss Déby est élu.
- 7 mai : treize villageois sont tués par l'armée à Niamana, cercle de Nara, dans le centre du Mali[51].
- 9 mai :
  - huit personnes sont tuées et 44 sont portées disparues lors de l'effondrement d'un immeuble à George, en Afrique du Sud[52] ;
  - une vingtaine de personnes sont tuées et une soixantaine blessées après la proclamation des résultats provisoires de la présidentielle, à Ndjamena au Tchad[53].
- 18 mai : au moins 23 migrants sont portés disparus dans plusieurs zones au large des côtes tunisiennes après être montés à bord d'un bateau à destination de l'Italie[54].
- 19 mai :
  - tentative de coup d'État en république démocratique du Congo ;
  - une trentaine de personnes sont tuées par l'armée malienne et le groupe Wagner à Amassine, près d'Anefis, dans la région de Kidal au Mali[55].
- 20 mai :
  - une attaque contre un village tue une quarantaine de personnes, par des hommes armés inconnus, dans le centre-nord du Nigeria[56] ;
  - une vingtaine de personnes sont tuées par des bandits armés dans La région de Tillabéri au Niger[57].
- 23 mai : Allamaye Halina devient Premier ministre du Tchad.
- 25 mai : au moins 18 civils sont tués par des hommes armés, dans une localité du centre du Mali[58].
- 27 mai : un garde-frontière égyptien est tué dans une fusillade entre soldats égyptiens et israéliens, au poste frontière de Rafah entre l'Égypte et la bande de Gaza[59].
- 29 mai :
  - élections générales en Afrique du Sud, le Congrès national africain (ANC) perd la majorité parlementaire qu'il détenait depuis les élections inaugurales post-apartheid en 1994 ;
  - élections législatives à Madagascar.

### Juin
- 2 juin : environ 11 civils sont tués et 42 autres blessés, après de vastes affrontements à El Fasher, au Soudan[60].
- 4 juin : au moins onze personnes sont tuées par deux tornades dans la province sud-africaine du KwaZulu-Natal[61].
- 5 juin :
  - au Soudan, les Forces de soutien rapide prennent d'assaut le village de Wad Al-Noora dans l'État de Gezira et massacrent près de 100 villageois[62] ;
  - au moins 16 personnes sont tuées à Beni, en république démocratique du Congo, dans une attaque menée par les Forces démocratiques alliées[63].
- 7 juin :
  - au moins 40 personnes sont tuées et 50 autres sont blessées lors d'une attaque des Forces de soutien rapide sur Omdurman, au Soudan[64] ;
  - l'ONG Médecins sans frontières récupère le corps de onze migrants et porte secours à plus de 64 migrants au large des côtes libyennes[65].
- 8 juin : au moins trente-huit personnes sont tuées à Beni, en République démocratique du Congo, lors d'une attaque nocturne menée par les Forces démocratiques alliées[66].
- 10 juin :
  - le vice-président du  Malawi Saulos Chilima et neuf autres personnes trouvent la mort dans un accident d'avion dans le district de Mzimba ;
  - au moins cinquante personnes sont tuées et un nombre indéterminé sont kidnappées, lorsque des hommes armés attaquent le village de Yargoje dans l'État de Katsina, au Nigeria[67] ;
  - au moins 55 personnes sont tuées et 155 autres sont blessées dans les combats entre les clans Dir et Marehan dans le centre de la Somalie[68].
- 11 juin : une attaque du GSIM cause la mort d'une centaine de militaires burkinabés à Mansila, au Burkina Faso.
- 13 juin : des rebelles islamistes présumés tuent plus de 20 personnes dans le village de Mayikengo (Nord-Kivu) en République démocratique du Congo[69].
- 18 et 19 juin : une série d'explosions dans un dépôt de munitions militaires, dans la capitale du Tchad, fait de nombreux morts et blessés[70].
- 22 juin : au moins vingt-trois personnes sont tuées par les milices CODECO dans la province de l'Ituri, en République démocratique du Congo[71].
- 25 juin : attaque du Parlement du Kenya à Nairobi, dans le cadre des manifestations contre un projet de loi de finances.
- 26 juin : vingt soldats et un civil sont tués dans une attaque terroriste armée, dans l'ouest du Niger[72].
- 29 juin :
  - élection présidentielle en Mauritanie, Mohamed Ould Ghazouani est réélu ;
  - dix-huit personnes sont tuées dans l'État de Borno, au Nigeria, après que des attentats à la bombe ont visé une cérémonie de mariage, un hôpital et des funérailles[73].

### Juillet
- 1er juillet :
  - l’armée tchadienne élimine 70 terroristes et détruit cinq campements et une base, dans la région du lac, au Tchad[74] ;
  - 21 habitants d'un village sont tués à Djiguibombo, dans la région de Bandiagara, dans le centre du Mali, lors d'une attaque liée au JNIM[75] ;
  - 89 migrants sont tués lors du naufrage de l'embarcation de fortune, au large des côtes de la Mauritanie[76].
- 4 juillet : 25 personnes sont tuées par noyade dans le sud-est du Soudan en tentant de fuir les combats entre l'armée soudanaise et les Forces de soutien rapide[77].
- 6 juillet : création de la Confédération Alliance des États du Sahel entre le Burkina Faso, le Mali et le Niger.
- 15 juillet : élections législatives et élection présidentielle au Rwanda, Paul Kagame est réélu.
- 20 juillet : dix soldats sont tués dans une attaque terroriste dans une base militaire de Kpékankandi, au Togo[78].
- 21 juillet : une vingtaine de personnes sont tuées par un groupe armé lors d'une attaque dans un village près de Bankass, dans le centre du Mali[79].
- 22 juillet : au moins 35 combattants somaliens et plus de 80 combattants d'Al-Shabaab sont tués, après que ce dernier a tenté de prendre le contrôle de trois bases militaires près de Kismayo, dans le Jubaland, en Somalie[80].
- 23 juillet : au moins 157 personnes sont tuées dans un double glissement de terrain dans deux villages en Éthiopie[81].
- 24 juillet : 25 personnes sont tuées et plus de 195 autres sont portées disparues après le naufrage d'un bateau transportant des migrants près de Nouakchott, en Mauritanie[82].
- 25 au 27 juillet : bataille de Tinzawatène au Mali.
- 26 juillet : une vague de chaleur tue 21 personnes au Maroc[83].
- 27 juillet :  au moins 22 personnes sont tuées et 75 autres blessées lors d'une attaque des Forces de soutien rapide à El Fasher, dans le nord du Darfour, au Soudan[84].
- 30 juillet : tentative d'assassinat d'Abdel Fattah al-Burhan au Soudan.
- 31 juillet : au moins 19 personnes sont tuées lors d'un attentat suicide perpétré par Boko Haram sur un marché de Konduga, dans l'État de Borno, au Nigeria[85].

### Août
- 1er août : onze personnes sont tuées et un journaliste est arrêté lors de manifestations nationales au Nigeria en pleine crise du coût de la vie et de la hausse des prix, que les Nigérians imputent aux nouvelles réformes du président Bola Tinubu[86].
- 3 août : au moins 32 personnes sont tuées dans un attentat suicide perpétré par des militants d'Al-Shabaab sur une plage touristique à Mogadiscio, en Somalie[87].
- 5 août :
  - au moins treize personnes sont tuées par un glissement de terrain provoqué par les précipitations dans la zone de Wolayita, dans le sud de l'Éthiopie[88] ;
  - au moins 53 personnes sont tuées et 60 autres blessées lors de raids des Forces de soutien rapide dans plusieurs quartiers d'El Fasher et de l'État de Gezira, au Soudan[89].
- 8 août : une centaine de soldats burkinabè sont tués dans une embuscade, dans l'est du Burkina Faso[90].
- 9 au 14 août : au moins 54 personnes sont mortes dans des inondations dans la région du Tibesti, dans le nord du Tchad[91].
- 11 août : 21 personnes sont tuées dans un glissement de terrain survenu sur une décharge de Kiteezi à Kampala, en Ouganda[92].
- 13 août : l'agence de santé de l'Union africaine déclare une urgence de santé publique (son plus haut niveau d'alerte) face à l'épidémie de mpox sur le continent africain[93].
- 14 août : quinze personnes sont tuées, et plusieurs autres blessés, par une attaque armée dans plusieurs villages de la région de Tillabéri, dans l'ouest du Niger[94].
- 15 août : quinze soldats burkinabè sont tués dans une attaque armée dans la région de la Boucle du Mouhoun, au Burkina Faso[95].
- 16 août : seize personnes sont tuées dans des affrontements entre rebelles locaux et milices pro-gouvernementales dans l'est de la République démocratique du Congo[96].
- 17 août :
  - au moins 20 personnes sont tuées et dix autres blessées dans un attentat à la bombe contre un salon de thé du district de Daynile, à Mogadiscio, en Somalie ;
  - au moins 85 personnes ont été tuées dans des incendies criminels et des pillages au cours d'une attaque menée par les Forces de soutien rapide dans le village de Galgani, dans l'État de Sennar, au Soudan[97].
- 20 août : au moins vingt corps sont repêchés dans la rivière Lukenie, dans la province de Mai-Ndombe, en République démocratique du Congo, après le naufrage d'un bateau transportant environ 300 passagers ; 46 autres personnes sont portées disparues[98].
- 22 août : 
  - des hommes armés présumés de Boko Haram tuent 13 agriculteurs à Shiroro, au Nigeria[99] ;
  - le gouvernement du Botswana présente au public un diamant brut de 2 492 carats, découvert par la société minière et diamantaire Lucara dans la mine de diamants de Karowe, et qui est le deuxième plus gros diamant jamais découvert[100].
- 24 août : le massacre de Barsalogho fait au moins 100 morts dans le Centre-Nord du Burkina Faso[101].
- 25 août : au moins quinze personnes sont tuées par des frappes de drone de l'armée malienne dans le nord du Mali[102]
- 26 août :
  - les Forces de soutien rapide bombardent un camp de personnes déplacées à l'intérieur du pays dans le nord du Darfour, au Soudan, tuant vingt-cinq personnes et en blessant quarante autres[103] ;
  - au moins 49 personnes sont tuées, et plus de 40 000 personnes sont déplacées, après que de fortes pluies ont provoqué des inondations dans les États d'Adamawa, Jigawa et Taraba, au Nigeria[104] ;
  - le barrage d'Arbaat s'effondre près de Port Soudan, au Soudan, en raison des eaux de crue, tuant plus de soixante personnes, déplaçant environ 50 000 autres et détruisant vingt villages[105].
- 27 août : une attaque de drone des FAMa, tue sept séparatistes, sur deux véhicules différents, dans le nord du Mali[106].
- 28 août : au moins neuf personnes sont tuées dans des combats entre les forces du SSC-Khatumo, un groupe paramilitaire séparatiste, et les troupes du Somaliland près d'Erigavo (Sanaag) au Somaliland[107].

### Septembre
- 3 septembre : 
  - 129 personnes sont tuées lors d’une tentative d’évasion de la plus grande prison du pays à Kinshasa, en République démocratique du Congo[108] ;
  - au moins 81 personnes sont tuées après une attaque dans le nord-est du Nigeria[109].
- 4 au 6 septembre : 9e Forum sur la coopération sino-africaine (Focac)[110].
- 6 septembre : dix-sept étudiants sont tués et quatorze autres blessés après un incendie dans une école de Nyeri, au Kenya[111].
- 7 septembre : élection présidentielle en Algérie, Abdelmadjid Tebboune est réélu.
- 9 septembre : les Forces de soutien rapide renouvellent leur assaut sur la ville de Sennar, dans l'État de Sennar, au Soudan, tuant au moins 31 personnes, et en blessant plus de 100 autres[112].
- 10 septembre : 26 personnes sont tuées dans le naufrage d'un bateau au large du Sénégal[113].
- 11 septembre : au Nigeria, des inondations dues à la rupture d’un barrage font au moins 30 morts et 400 000 déplacés dans l'État de Borno[114].
- 15 septembre : plus de 280 prisonniers s'évadent d'une prison de Maiduguri, dans l'État de Borno, au Nigéria[115].
- 17 septembre : attaques de Bamako au Mali.
- 23 septembre : au moins trente corps en décomposition sont retrouvés dans un bateau au large de Dakar, au Sénégal[116].
- 27 septembre : au moins 18 personnes sont tuées, sur un marché, lors d’une attaque des paramilitaires des Forces de soutien rapide (FSR), dans l’ouest du Soudan[117].
- 28 septembre :
  - au moins cinq personnes sont tuées et plusieurs autres blessées peu après l'explosion d'une voiture piégée devant un restaurant à Mogadiscio, en Somalie[118] ;
  - au moins dix-sept personnes sont tuées lors d'une fusillade de masse dans deux maisons d'un village de la province du Cap-Oriental, en Afrique du Sud[119].
- 30 septembre : douze migrants tunisiens meurent noyés dans un naufrage d'un bateau de fortune, au large de Djerba, en Tunisie[120].

### Octobre
- 1er octobre : au moins 45 personnes sont mortes dans le naufrage deux bateaux transportant des migrants, au large de Djibouti[121].
- 2 octobre : au moins 11 personnes sont tuées lors d'une double  attaque des rebelles des Forces démocratiques alliées (ADF), dans le territoire de Lubero, en province du Nord-Kivu, en République démocratique du Congo[122].
- 3 octobre :
  - le Royaume-Uni et l'île Maurice annoncent conjointement qu'un accord est conclu pour résoudre le différend, la souveraineté du territoire britannique de l'océan Indien étant transférée à l'île Maurice en échange du maintien par le Royaume-Uni et les États-Unis du contrôle pendant les 99 prochaines années de la base militaire de Diego Garcia, la plus grande île du territoire[123] ;
  - au moins 78 personnes sont tuées lorsqu'un bateau chavire sur le lac Kivu, en République démocratique du Congo[124].
- 6 octobre : élection présidentielle en Tunisie, Kaïs Saïed est réélu.
- 7 octobre :
  - élection présidentielle en Éthiopie, Taye Atske Sélassié est élu ;
  - dix personnes sont tuées, et un nombre d'autres sont portées disparues, lors de l'effondrement d'une mine dans la province centrale en Zambie[125].
- 9 octobre : élections législatives et élection présidentielle au Mozambique.
- 16 octobre : au moins 90 personnes sont tuées et 50 autres blessées lorsqu'un camion-citerne se renverse et explose dans l'État de Jigawa, au Nigeria[126].
- 22 octobre : au moins 31 personnes sont tuées dans une frappe aérienne de l'armée soudanaise, sur une mosquée, à Wad Madani, dans le centre du Soudan[127].
- 26 octobre : au moins 124 personnes sont tuées lorsque les Forces de soutien rapide attaquent plusieurs villages de l'État de Gezira, au Soudan[128].
- 27 et 28 octobre : une quarantaine de soldats tchadiens sont tués lors d'une attaque de Boko Haram, à la frontière entre le Nigeria et le Tchad[129].
- 30 octobre : élections générales au Botswana.

### Novembre
- 2 novembre : au moins dix personnes sont tuées et quinze autres blessées dans des combats entre les forces de l'État du Somaliland et celles de l'état de Khatumo dans les régions de Cayn et de Togdheer[130].
- 4 novembre :
  - au moins 25 personnes sont tuées après le naufrage volontaire de leur embarcation, entre l’archipel des Comores et l’île française de Mayotte[131].
  - un scandale sexuel impliquant un haut fonctionnaire et des femmes de dignitaires, l'affaire Baltasar Ebang Engonga, est révélé en Guinée équatoriale[132].
- 7 novembre : au moins 73 personnes du village d'al-Hilaliya, dans l'État de Gezira au Soudan, sont tuées de causes inconnues lors d'un siège du village par des militants des Forces de soutien rapide[133].
- 9 et 10 novembre : 1re édition du forum ministériel de partenariat entre la Russie et l’Afrique[134].
- 10 novembre : élections législatives à Maurice[135].
- 12 novembre : Navin Ramgoolam est nommé Premier ministre de Maurice.
- 13 novembre : élection présidentielle au Somaliland.
- 16 novembre : référendum constitutionnel au Gabon, la nouvelle constitution est adoptée.
- 17 novembre : élections législatives anticipées au Sénégal.
- 23 novembre : 24 personnes sont tuées, et 46 autres sont secourues, après le chavirage de deux bateaux dans l'océan Indien au large de la côte nord de Madagascar[136].
- 26 novembre : dix personnes sont tuées par des hommes armés non identifiés à Bria, dans la région de Haute-Kotto, en République centrafricaine[137].
- 27 novembre : élections législatives et élection présidentielle en Namibie, Netumbo Nandi-Ndaitwah est élue présidente.
- 28 novembre : 15 personnes sont tuées, et 113 autres sont portées disparues, à cause de glissements de terrain à Bulambuli, en Ouganda[138]
- 29 novembre : le Tchad met fin à son pacte de défense avec la France, souhaitant affirmer pleinement sa souveraineté après son indépendance de la France en 1960[139].
- 30 novembre : au moins vingt-sept personnes sont tuées, et plus de cent autres sont portées disparues, après le naufrage d'un bateau en route de Kogi, au Nigeria, vers le Niger, dans le fleuve Niger[140].

### Décembre
- 1er décembre :
  - un mouvement de foule fait des dizaines de morts au stade de N'Zérékoré en Guinée[141] ;
  - au moins huit chefs rebelles touaregs sont tués par des frappe de drones de l'armée malienne à Tin Zaouatine, dans le nord du Mali[142].
- 7 décembre :
  - élections législatives et élection présidentielle au Ghana, John Mahama est élu ;
  - vingt-et-un personnes sont tuées dans une attaque criminelle dans l'ouest du Niger[143].
- 8 décembre : au moins 28 personnes ont tuées, et 37 autres blessés, dans le bombardement d’une station-service à Khartoum, au Soudan[144].
- 10 décembre : près d'une centaine de soldats et une cinquantaine de civils sont tués dans un combat contre des jihadistes, dans le département de Téra, au Niger[145].
- 12 et 14 décembre : au moins 39 personnes sont tuées lors de deux attaques simultanées dans deux villages au Niger, près de la frontière avec le Burkina Faso[146].
- 14 décembre : le cyclone Chido frappe les Comores et Mayotte, puis le Mozambique et Malawi.
- 18 décembre : vingt-cinq personnes sont tuées, et des dizaines d'autres sont portées disparues, après le naufrage d'un bateau sur une rivière à Inongo, en République démocratique du Congo[147].
- 19 décembre : quatre ressortissants français détenus au Burkina Faso, accusés d'être des agents de renseignements étrangers, sont libérés à la suite d'une médiation du Maroc[148].
- 20 décembre : au moins vingt-six personnes sont tuées lors d'une attaque armée menée par le groupe JNIM, dans la région de Bandiagara, au Mali[149].
- 24 décembre : au moins 21 personnes sont tuées, et 25 autres blessées, dans une série de violences et de manifestations au Mozambique[150].
- 25 décembre : 1 534 détenus s'évadent de la prison de haute sécurité situé au nord de Maputo au Mozambique profitant des violences en cours. 33 prisonniers ont été tués et quinze blessés lors des affrontements qui ont suivi avec le personnel pénitentiaire, les opérations de recherche dans la foulée, appuyées par l'armée, ont permis d'arrêter quelque 150 de ces fugitifs[151].
- 29 décembre :
  - élections législatives au Tchad, le Mouvement patriotique du salut (MPS), au pouvoir, conserve la majorité à l'Assemblée nationale, malgré le boycott des partis d'opposition ;
  - au moins 60 personnes sont tuées, et quatre blessées, lorsqu'un camion transportant des passagers tombe d'un pont dans une rivière à Bona Zuria, dans la région Sidama, en Éthiopie[152].
- 31 décembre :
  - le Zimbabwe abolit la peine de mort ;
  - dix militants de l'État islamique sont tués par les forces du Puntland alors qu'ils repoussaient une tentative d'attentat impliquant des kamikazes sur une base militaire à Dharjaale, dans la région de Bari, en Somalie[153].

#### Articles sur l'année 2024 en Afrique
- Saison cyclonique 2023-2024 dans l'océan Indien sud-ouest
- Saison cyclonique 2024-2025 dans l'océan Indien sud-ouest

#### L'année sportive 2024 en Afrique
- Championnats d'Afrique d'athlétisme 2024
- Championnat d'Afrique de basket-ball 2024
- Coupe de la confédération 2023-2024.
- Coupe d'Afrique des nations des moins de 20 ans 2024.
- Jeux africains de 2023.
- Ligue des champions de la CAF 2023-2024.
- Ligue des champions de la CAF 2024-2025.

#### L'année 2024 dans le reste du monde
- L'année 2024 dans le monde
- 2024 par pays en Amérique, 2024 au Canada, 2024 aux États-Unis
- 2024 en Europe, 2024 en Belgique, 2024 en France, 2024 en Italie, 2024 en Suisse
- 2024 par pays en Asie
- 2024 par pays en Océanie
- Décès en 2024